# Tresigallo
Tresigallo es un pueblo de Italia, capital del municipio de Tresignana en la provincia de Ferrara de Emilia-Romaña. Tiene 4662 habitantes.
Fue un municipio independiente hasta el 31 de diciembre de 2018, en que fue disuelto y pasó a formar parte del municipio de Tresignana.

## Demografía
| Gráfica de evolución demográfica de Tresigallo entre 1861 y 2001 |
|                                                                  |
| Fuente ISTAT - elaboración gráfica de Wikipedia                  |